# Hephzibah (Georgia)
Hephzibah è una città degli Stati Uniti d'America, situata in Georgia, nella Contea di Richmond.